# Juniperia indella
Juniperia indella är en insektsart som först beskrevs av Ball 1933.  Juniperia indella ingår i släktet Juniperia och familjen vedstritar. Inga underarter finns listade i Catalogue of Life.